# Emil Warburg
Emil Gabriel Warburg (pronuncia tedesca [ˈeːmiːl ˈvaːɐ̯bʊʁk]; distretto di Altona, Ducato di Holstein, 9 marzo 1846 – Bayreuth, Repubblica di Weimar, 28 luglio 1931) è stato un fisico tedesco, candidato al premio Nobel per la fisica nel 1929. Nel corso della sua carriera, ha ricoperto la carica di professore di fisica presso le Università di Strasburgo, Friburgo e Berlino.
È stato presidente della Deutsche Physikalische Gesellschaft (Società Tedesca di Fisica) dal 1899 al 1905. Il suo nome è noto in elettrochimica per l'elemento di Warburg.
Tra i suoi studenti figurano James Franck (premio Nobel per la Fisica nel 1925), Eduard Grüneisen, Robert Wichard Pohl, Erich Regener e Hans von Euler-Chelpin (premio Nobel per la Chimica nel 1929).
Ha condotto ricerche in vari campi, tra cui teoria cinetica dei gas, conduzione elettrica, scariche gassose, radiazione termica, ferromagnetismo e fotochimica.
Fu il padre di Otto Heinrich Warburg (premio Nobel per la medicina nel 1931) ed era amico di Albert Einstein.